# Sudébnik de 1550
El Sudébnik de 1550 o Sudébnik del zar Iván IV (en ruso: Судебник Ивана IV) es un cuerpo legal revisado sobre la base del que instituyó su abuelo Iván III de Rusia. Este código puede ser considerado el resultado del primer parlamento ruso de tipo feudal (Zemski Sobor) de 1549.
El Sudébnik de 1550 liquidó los privilegios judiciales de la aristocracia y reforzó el rol del sistema de cuerpos judiciales del estado. 
El Sudébnik propiciaba la participación activa de representantes elegidos de comunidades locales (del ámbito rural, jurados, tseloválniki, dvórskie, etc.) en los procedimentos legales.
De acuerdo al Sudébnik el arresto de una persona sospechosa solo podía realizarse con el consentimiento de la comunidad local. El representante de una comunidad (diak) participaba en el trabajo judicial.
Según el Sudébnik las comunidades rurales y las villas tenían derecho a autoadministrarse y distribuir los impuestos.
El Sudébnik, por otro lado, también confirmó el derecho de los campesinos a abandonar a sus señores feudales. La ley definía precisamente que el campesino podía dejar a su terrateniente tras el pago de dos tarifas fijadas (la tarifa de "ruptura", pozhiloye y la de "transporte", povoz).